# 페테르 안데르손 (배우)
페테르 안데르손(스웨덴어: Peter Andersson, 1953년 2월 12일 ~ )은 스웨덴의 배우이다.
예테보리에서 태어났다.

## 영화
- 언더월드: 블러드 워 (2016년)
- 바티칸 사제들 (2015년)
- 블로우플라이 파크 (2014년)
- 사라짐의 순서: 지옥행 제설차 (2014년) - 윙맨 역
- 잭 라이언 : 코드네임 쉐도우 (2014년) - 디미트리 렘코브 역
- 마지막 문장 (2012년) - 크리스티안 역
- 해밀턴 (2012년) - 스테판 역
- 잭팟(노르웨이어판) (2011년)
- 썸웨어 엘스 (2011년)
- 해피 엔드 (2011년)
- 밀레니엄 제3부: 벌집을 발로 찬 소녀 (2009년) - 닐스 뷰만 역
- 밀레니엄 제2부: 불을 가지고 노는 소녀 (2009년) - 닐스 뷰만 역
- 밀레니엄 제1부: 여자를 증오한 남자들 (2009년) - 닐스 역
- 마우스 투 마우스 (2005년)
- 새벽 (2003년) - 올로프 역
- 데드라인 (2001년)
- 제로 톨러런스 (1999년)
- 푸셔 (1996년)
- 프로이트의 리빙 홈 (1991년)